# Hauptbahnhof (metrostation Neurenberg)
Hauptbahnhof is een metrostation in de wijk Tafelhof van de Duitse stad Neurenberg. Het station werd geopend op 28 januari 1978 en wordt bediend door de lijnen U1, U2 en U3 van de metro van Neurenberg.